# Don't Go Yet
Don't Go Yet è un singolo della cantante statunitense Camila Cabello, pubblicato il 23 luglio 2021 come primo estratto dal suo terzo album in studio Familia.

## Pubblicazione
La cantante ha annunciato titolo, copertina e data di pubblicazione di Don't Go Yet sui suoi canali social il 16 luglio 2021. Si tratta del suo primo singolo da My Oh My, uscito oltre un anno e mezzo prima.

## Promozione
Camila Cabello si è esibita dal vivo con Don't Go Yet per la prima volta alla puntata del 23 luglio 2021 del Tonight Show di Jimmy Fallon.

## Video musicale
Un'anteprima del video musicale di Don't Go Yet è stata postata sull'account Instagram di Camila Cabello il 22 luglio 2021. Il video intero è stato reso disponibile sul canale YouTube della cantante alle 5:45 (ora italiana) del giorno successivo.

## Tracce
Testi e musiche di Camila Cabello, Eric Frederic, Mike Sabath e Scott Harris.
1. Don't Go Yet – 2:44

## Classifiche

### Classifiche settimanali
| Classifica (2021-22) | Posizione massima |
| -------------------- | ----------------- |
| Argentina            | 62                |
| Australia            | 43                |
| Austria              | 55                |
| Belgio (Fiandre)     | 11                |
| Belgio (Vallonia)    | 9                 |
| Bulgaria             | 6                 |
| Canada               | 25                |
| Croazia              | 3                 |
| Danimarca            | 35                |
| Francia              | 55                |
| Germania             | 70                |
| Grecia               | 23                |
| Irlanda              | 24                |
| Islanda              | 32                |
| Italia               | 51                |
| Libano               | 3                 |
| Lituania             | 36                |
| Norvegia             | 21                |
| Paesi Bassi          | 22                |
| Perù                 | 54                |
| Polonia              | 9                 |
| Portogallo           | 61                |
| Regno Unito          | 37                |
| Repubblica Ceca      | 47                |
| Russia               | 22                |
| Slovacchia           | 19                |
| Spagna               | 36                |
| Stati Uniti          | 42                |
| Svezia               | 41                |
| Svizzera             | 45                |
| Ucraina              | 58                |

### Classifiche di fine anno
| Classifica (2021) | Posizione |
| ----------------- | --------- |
| Belgio (Fiandre)  | 58        |
| Belgio (Vallonia) | 63        |
| Canada            | 85        |
| Croazia           | 57        |
| Paesi Bassi       | 97        |
| Classifica (2022) | Posizione |
| Belgio (Fiandre)  | 117       |
| Russia            | 97        |

## Date di pubblicazione
| Paese                 | Data di pubblicazione | Formato                      | Note   |
| --------------------- | --------------------- | ---------------------------- | ------ |
| Mondo                 | 23 luglio 2021        | Download digitale, streaming | [ 56 ] |
| Regno Unito           | 23 luglio 2021        | Contemporary hit radio       | [ 57 ] |
| Stati Uniti d'America | 27 luglio 2021        | Contemporary hit radio       | [ 58 ] |
| Stati Uniti d'America | 27 luglio 2021        | Rhythmic contemporary        | [ 59 ] |
| Italia                | 30 luglio 2021        | Contemporary hit radio       | [ 60 ] |
| Regno Unito           | 31 luglio 2021        | Adult contemporary radio     | [ 61 ] |